# Mikrogeophagus altispinosus
Mikrogeophagus altispinosus, ook wel Mikrogeophagus altispinosa, is een straalvinnige uit het geslacht Mikrogeophagus.
De soort is endemisch tot de Amazone in Brazilië en Bolivia en leeft in een watertemperatuur van 22 tot 26 °C.
Met een maximumlengte van ongeveer 8 centimeter is deze soort een van de grotere soorten Cichliden. De soort is een omnivoor. M. altispinosus zeeft de bodem, op zoek naar plantmaterialen en kleine organismen.
De vinnen van M. altispinosus zijn rood gerand, en op de buikvinnen staan blauwe stippen. Er is weinig verschil tussen vrouwtjes en mannetjes, al zijn mannetjes iets groter.